# Красноярка (Берестинський район)
Красноя́рка — село в Україні, у Берестинському районі Харківської області. Населення становить 266 осіб. Орган місцевого самоврядування — Лебедівська сільська рада.
Після ліквідації Сахновщинського району 19 липня 2020 року село увійшло до Красноградського (Берестинського) району.

## Географія
Село Красноярка знаходиться на правому березі річки Оріль, вище за течією на відстані 0,5 км розташоване село Нововолодимирівка, нижче за течією на відстані 1 км розташоване село Нагірне, на протилежному березі - село Лигівка. Річка в цьому місці звивиста, утворює стариці, лимани й озера.

## Історія
- 1875 - дата заснування.
- 22 червня 2023 року рішенням №230 Національної комісії зі стандартів державної мови віднесено до списку населених пунктів, які «можуть не відповідати лексичним нормам української мови», зокрема стосуватися «російської імперської чи колоніальної політики». Громаді рекомендовано обґрунтувати доцільність збереження поточної назви або запропонувати нову назву в установленому законодавством порядку.[2]